# El Rio del Tiempo
El Rio del Tiempo (La Rivière du Temps) est une ancienne attraction  située à Epcot dans le pavillon du Mexique.

## Le principe
El Rio del Tiempo se présentait comme une croisière scénique. Elle emmenait les voyageurs dans des scènes de l'histoire du Mexique, agrémentées d'audio-animatronics en costumes traditionnels selon la période. L'un des artistes chargé de la conception fut l'animateur d'origine mexicaine Ray Aragon.
Elle a été fermée du 2 janvier 2007 au 6 avril 2007 pour une réfection importante avec l'introduction de personnages reprenant le dessin animé The Three Caballeros (1944). La principale différence entre les deux versions est l'incrustation des personnages sur les photos d'origine afin de masquer leur ancienneté.

## L'attraction
L'entrée du pavillon est marquée par une reconstitution de pyramide aztèque. 

L'attraction débute sous une nuit perpétuelle artificielle comme dans Pirates of the Caribbean. Le bateau passe près d'un volcan puis longe des scènes montrant les premiers amérindiens. Le visiteur poursuit sous une nuit éclairée par des feux d'artifice au-dessus de la ville de Mexico avant d'atteindre les plages mexicaines. La scène finale est un film sur une boutique mexicaine où des vendeurs cherchent à convaincre le voyageur de leur acheter quelques objets ou de jouer avec eux.
- Nom : El Rio del Tiempo
- Ouverture : 1er octobre 1982 (avec le parc)
- Fermeture : 2 janvier 2007
- Capacité des bateaux : 16 passagers
- Débit théorique : 1 656 passagers par heure
- Durée
  - Attraction : 8 min 7 s
  - Croisière : 6 min
- Type d'attraction : croisière scénique
- Situation : 28° 22′ 19″ N, 81° 32′ 48″ O
- Attraction suivante :
  - Gran Fiesta Tour Starring The Three Caballeros (6 avril 2007)